# 線尾海灣無鰭鰩
線尾海灣無鰭鰩（学名：Sinobatis filicauda），為軟骨魚綱鰩目無鰭鰩科的一種。分布於西太平洋澳洲昆士蘭海域，深度606至880公尺，本魚呈梨形，吻尖，體盤大，前眼眶寬度為嘴寬的5.7-8.1倍，尾短，眼睛相對較大，胸鰭條71-75，腹鰭中等大小，前葉為體長14.8-16.2%，腹鰭前葉基部相當寬，成魚每個下顎的齒排18-22，背面均勻淡粉紅棕色，腹面淡色，半透明，體長可達55公分，棲息在大陸坡沙泥底質海域，為深海底棲性魚類，屬肉食性，生活習性不明。